# Торпедо (Бердянськ)
Футбольний клуб «Торпедо»  — український аматорський футбольний клуб з Бердянська (Запорізька область). Виступає в чемпіонаті міста з футболу.

## Історія
Команда створена в 1911 році на бердянському заводі сільхозмашин Джона Грієвза. Два онука англійської капіталіста Грівза, який заснував у Бердянську завод сільгоспмашин, побувавши в Англії, захопилися футболом і часто вдвох грали з м'ячем у дворі заводу. Гра сподобалася молодому токарю Павлу Малихіну. Ознайомившись з правилами, він почав комплектувати в 1911 році першу в місті команду. Перший матч між двома заводськими командами відбувся влітку 1912 року, стадіоном служив пустир.
У 1914 році, коли багато футболістів були відправлені на війну, команда припинила своє існування. Після закінчення громадянської війни на початку 20-х років, команда поновлює своє існування вже під назвою «Металіст» (на базі заводу «Першотравневий» — колишній завод Грівза, націоналізований більшовиками).
На початку 30-х років була зруйнована православна церква, і на її місці побудували стадіон «Сільмаш» (нині «Торпедо»). Після чого команда була перейменована в «Сільмаш» і з тих пір була закріплена за стадіоном.
З 1936 року в Україні стали проводити першість республіки серед колективів фізкультури. А вже з наступного року в цих змаганнях дебютує команда «Сільмаш» (колишній «Металіст»). Дебют вийшов успішним — 2-ге місце у своїй групі. Проте влітку 1941 року розвиток команди було перерване війною.
Після закінчення війни команда була перейменована в «Трактор». І вже в 1947, 1948 роках стає чемпіоном області. Також двічі поспіль — у 1949 і 1950 роках — завойовує кубок області. І чотири сезони поспіль — з 1948 по 1951 рік — бере участь у республіканських змаганнях.
У 1956 команда вже виступала під назвою «Торпедо» і в третій раз виграла кубок області. У 1964 році «Торпедо» стає чемпіоном ЦР ДСТ «Авангард».
У травні 1966 року «Торпедо» дебютує в класі «Б» чемпіонату СРСР і протягом п'яти сезонів має статус команди майстрів. В 1971 році клас «Б» був ліквідований, а бердянське «Торпедо» перейшло в першість України серед колективів фізкультури.
У 1972 році участі в республіканській першості бердянці не брали. До того ж, команда «Торпедо» була практично розформована і згодом відновлювалася до середини 80-х років. З цього моменту команда бере участь у міських змаганнях.

## Колишні назви
- «Металіст»
- «Сільмаш»
- «Трактор»

## Досягнення
- Другий призер першості республіки серед колективів фізкультури — 1937
- Чемпіон Запорізької області — 1947, 1948, 1987
- Срібний призер чемпіонату Запорізької області — 1989
- Володар кубка Запорізької області — 1949, 1950, 1956
- Чемпіон ЦР ДСТ «Авангард» — 1964 р.

## Результати

### Першість СРСР. Клас «Б». Друга зона УРСР
- 1966 рік — 15 місце
- 1967 рік — 19 місце
- 1968 рік — 14 місце
- 1969 рік — 15 місце
- 1970 рік — 9 місце: Турнір за 15-28 місце — 22 місце

### Кубок СРСР
- 1/16 фіналу другої зони УРСР 1966—1967 рр.
- 1/8 фіналу Кримської зони УРСР 1967—1968 рр.